# Dresdner Zeughaus

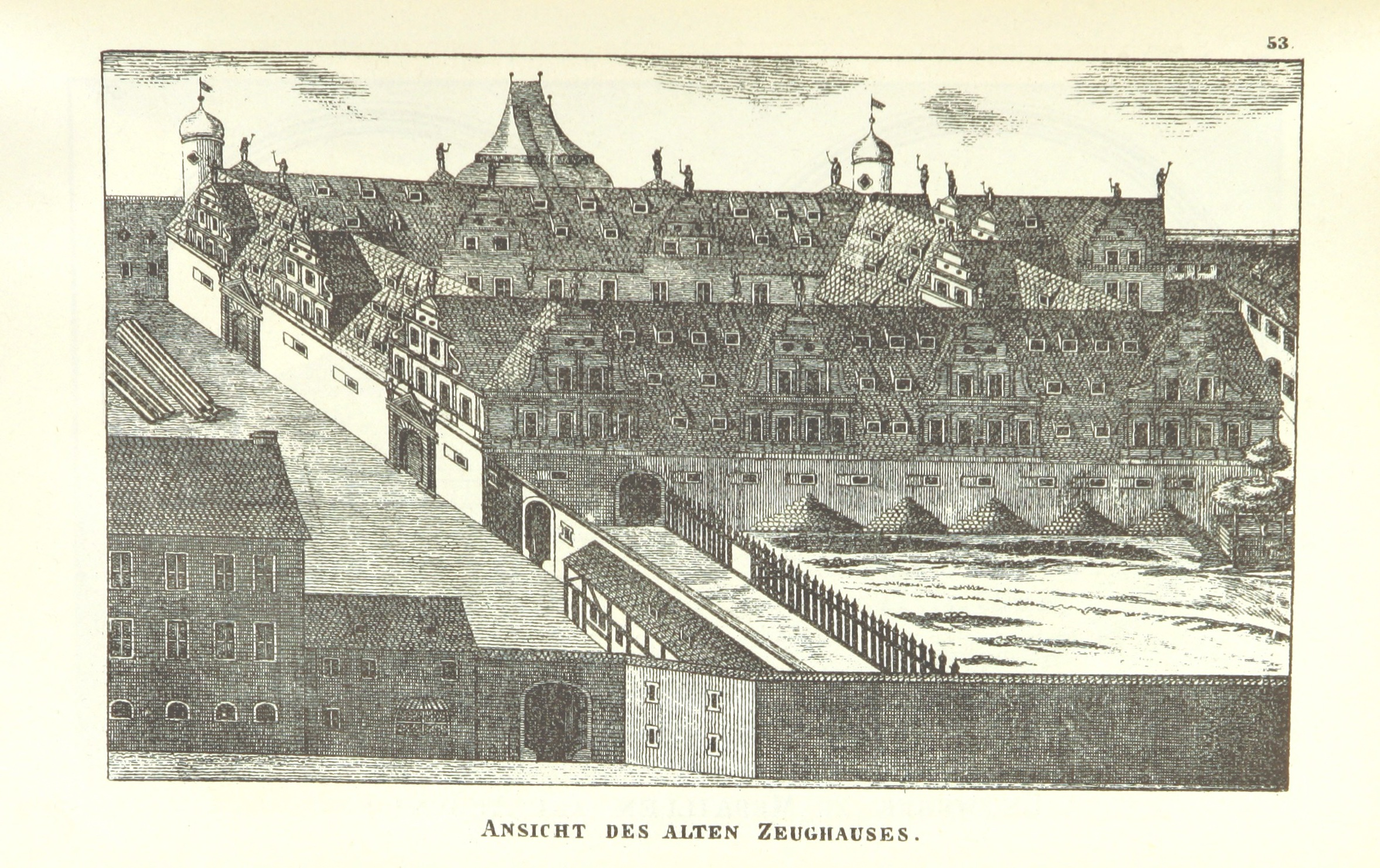
Ansicht des alten Zeughauses

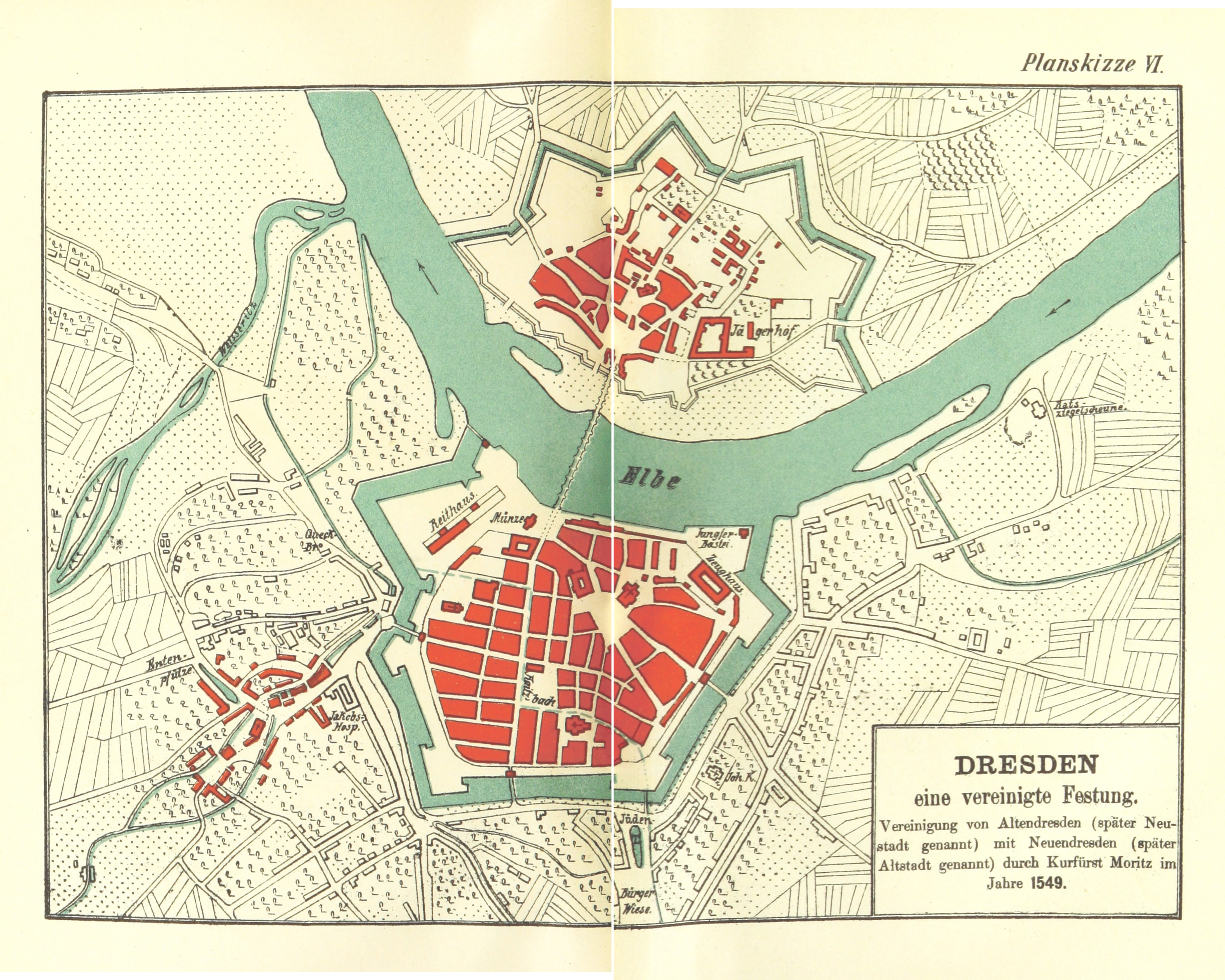
Lage des Zeughauses in der Festung Dresden nahe der Jungfer-Bastei

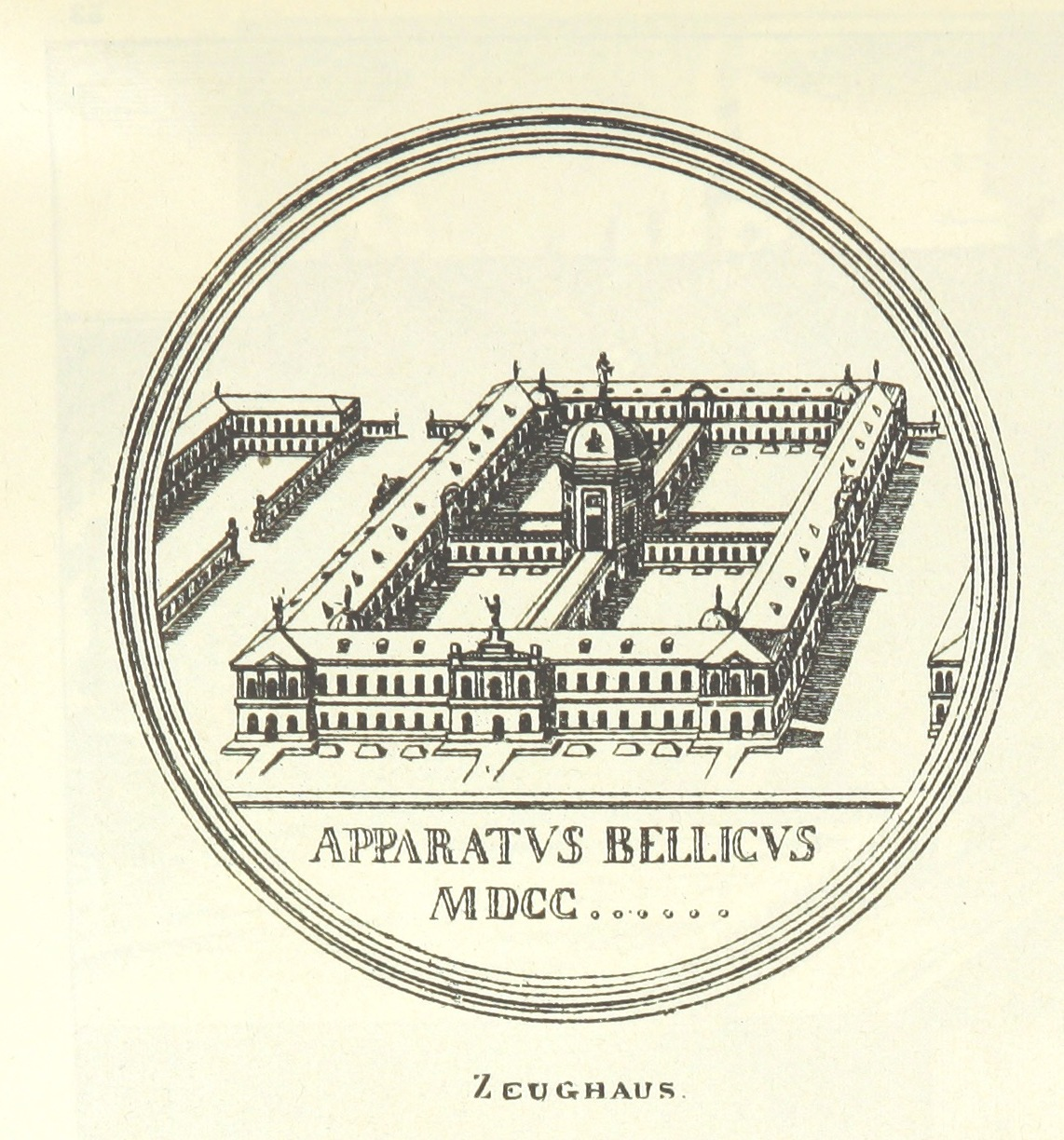
Entwurf zu einer Medaille für ein neues Zeughaus in der Neustadt nach Z. Lounguelune, Zeichnung von 1731

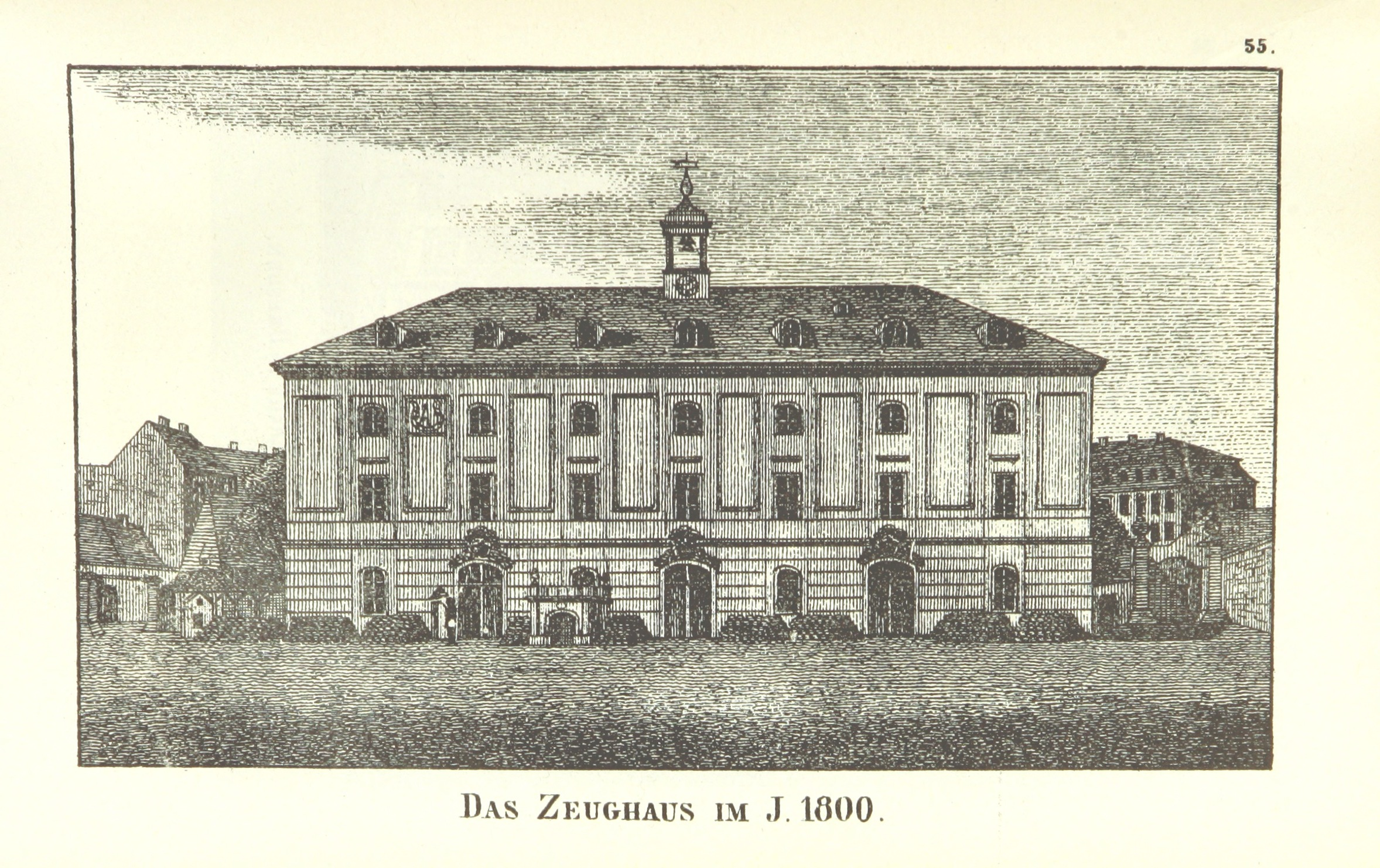
Das Zeughaus im Jahr 1800

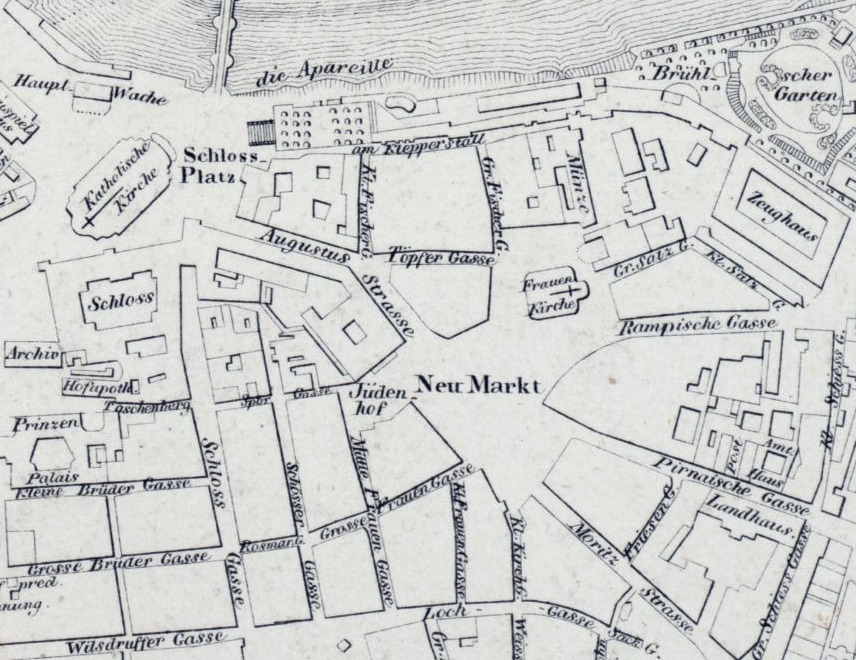
Zeughaus im Stadtplan von 1828

Das Dresdner Zeughaus war ein Waffenarsenal (Zeughaus) am Standort des heutigen Museums Albertinum zwischen Jungfernbastei, Georg-Treu-Platz, Tzschirnerplatz und Salzgasse in Dresden.

## Ursprünglicher Bau
Das Zeughaus wurde von 1559 bis 1563 nach Plänen von Caspar Vogt von Wierandt und Paul Buchner durch Melchior Trost, Hans von Dieskau und Melchior Hauffe errichtet. Der Renaissancebau war rechteckig mit vier Flügeln um einen Innenhof angelegt. Es hatte sieben hohe Giebel, sieben große Kellerräume und zwei Treppentürme. Zeitzeugen beschrieben den Bau als „einem ziemlich wichtigen Schlosse nicht unähnlich“. Die Grundfläche ist 107 Meter lang und 57 Meter breit.

## Umbau und geplante Ergänzungsbauten
Das Gebäude wurde mehrfach umgebaut, im Jahre 1573 durch den italienischen Festungsbaumeister Rochus zu Lynar und von 1742 bis 1747 durch Johann Georg Maximilian von Fürstenhoff.
Ein durch den sächsischen Kurfürsten August den Starken 1711 und Zacharias Longuelune 1725 bis 1731 geplanter Neubau des Zeughauses in der Dresdner Neustadt wurde nicht ausgeführt.

## Weitere Entwicklung

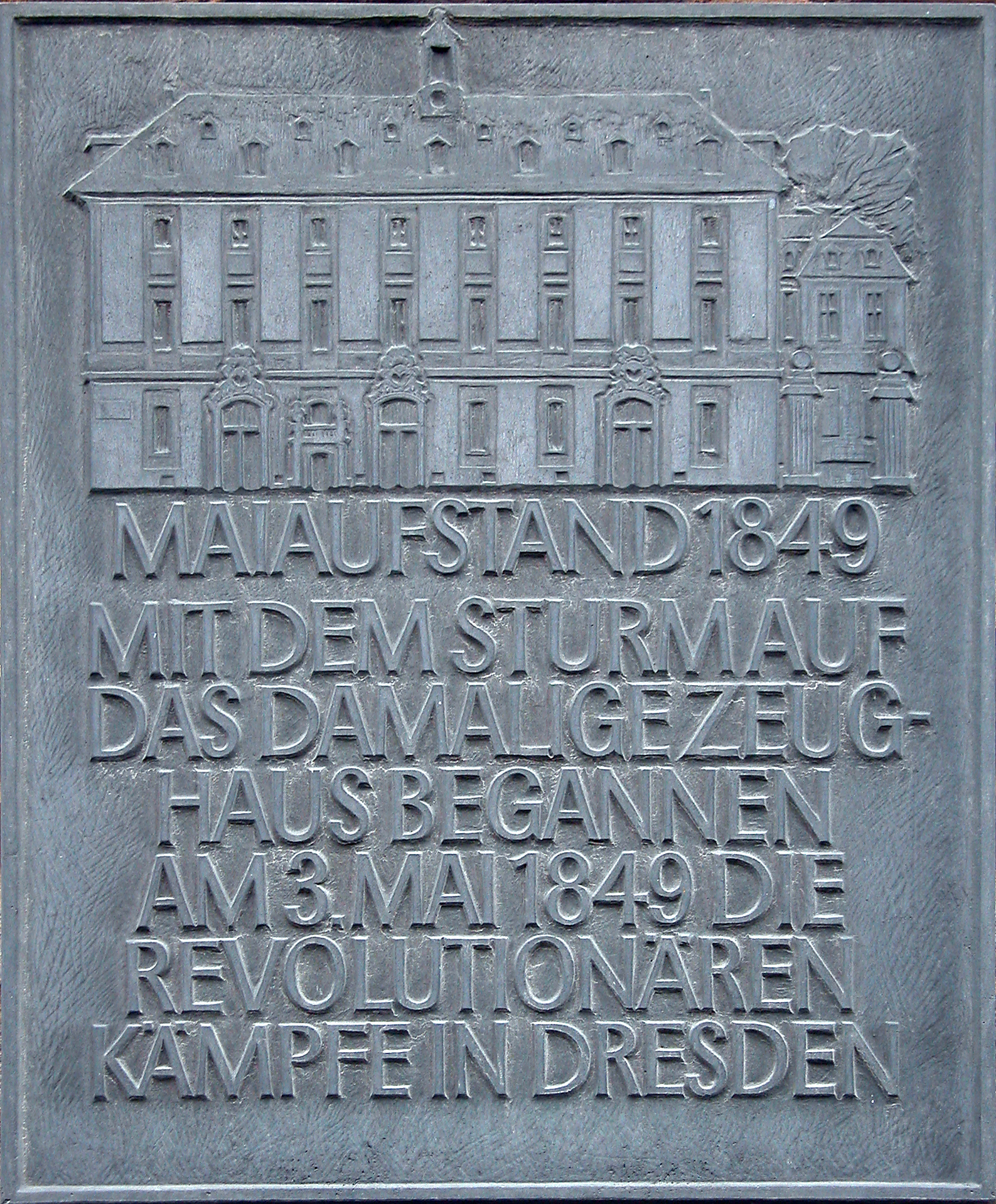
Erinnerungstafel an den Dresdner Maiaufstand

Als der preußische König Friedrich II. 1756 Dresden besetzte, beschlagnahmte er alle 250 Geschütze, die im Zeughaus gelagert waren.
Im Dresdner Maiaufstand am 3. Mai 1849 wurde das Zeughaus gestürmt, daran erinnert ein Bronzetafel an der Ostseite des Gebäudes am Tzschirnerplatz. Diese Tafel stammt von Martin Hänisch, weitere Tafeln zu diesem Thema sind in der Schloßstraße 7 und am Altmarkt angebracht.
In den Jahren 1884 bis 1887 wurde das Gebäude nach Plänen von Carl Adolph Canzler vollständig umgebaut, um das Hauptstaatsarchiv Dresden und die Skulpturensammlung aufzunehmen. Vom alten Gebäude blieben nur die Kellergewölbe, die 75 Meter lange Halle im Erdgeschoss, die durch toskanische Säulen geteilt wurde, sowie zwei Portale. Zudem stammt der 1885 aufgesetzte Dachaufsatz des Belvederes zum Schloss Wackerbarth vom Zeughaus, wo er 1779 aufgesetzt worden war.
Seit der Umgestaltung wird das Zeughaus im Gedenken an König Albert als Albertinum bezeichnet.